# 대한민국 형사소송법 제26조
'대한민국 형사소송법 제26조’는 의사무능력자와 소송행위의 대리에 대한 형사소송법의 조문이다.

## 조문
제26조(의사무능력자와 소송행위의 대리) 「형법」 제9조 내지 제11조의 규정의 적용을 받지 아니하는 범죄사건에 관하여 피고인 또는 피의자가 의사능력이 없는 때에는 그 법정대리인이 소송행위를 대리한다.  <개정 2007.6.1.>

第26條(意思無能力者와 訴訟行爲의 代理) 「형법」 第9條 乃至 第11條의 規定의 適用을 받지 아니하는 犯罪事件에 關하여 被告人 또는 被疑者가 意思能力이 없는 때에는 그 法定代理人이 訴訟行爲를 代理한다.  <개정 2007.6.1.>

## 참고 조문
형법 제9조(형사미성년자) 14세 되지 아니한 자의 행위는 벌하지 아니한다.

형법 제11조(농아자) 농아자의 행위는 형을 감경한다.

## 참고 문헌
- 손동권 신이철, 새로운 형사소송법(초판, 2013), 세창, 2013. ISBN 9788984114081

## 같이 보기
- 대한민국 형법 제9조
- 대한민국 형법 제11조
- 의사능력
- 법정대리인
- 변호인